# Ронкони, Доменико
Доменико Ронкони (итал. Domenico Ronconi; 11 июля 1772, Ровиго — 13 апреля 1839) — итальянский певец (тенор) и музыкальный педагог.
Отец и учитель Джорджо Ронкони, с которым успел выступить вместе (в частности, при премьерном исполнении одноактной оперы Гаэтано Доницетти «Колокольчик» 1 июня 1836 года в Неаполе Ронкони-старший пел партию Спиридионе, Ронкони-младший — партию Энрико), Себастьяно Ронкони и Феличе Ронкони. Ученицами Ронкони были также Эрминия Фредзолини и Каролина Унгер.
Ронкони-старший был одним из ведущих исполнителей теноровых партий в операх Джованни Пачини, который, в свою очередь, принадлежал к группе композиторов первой половины XIX века, осуществивших массовую передачу тенорам романтико-героических партий в итальянской опере.
В 1801—1805 гг. пел в итальянской опере в Санкт-Петербурге.